# St. Johannes Baptist (Oesdorf)

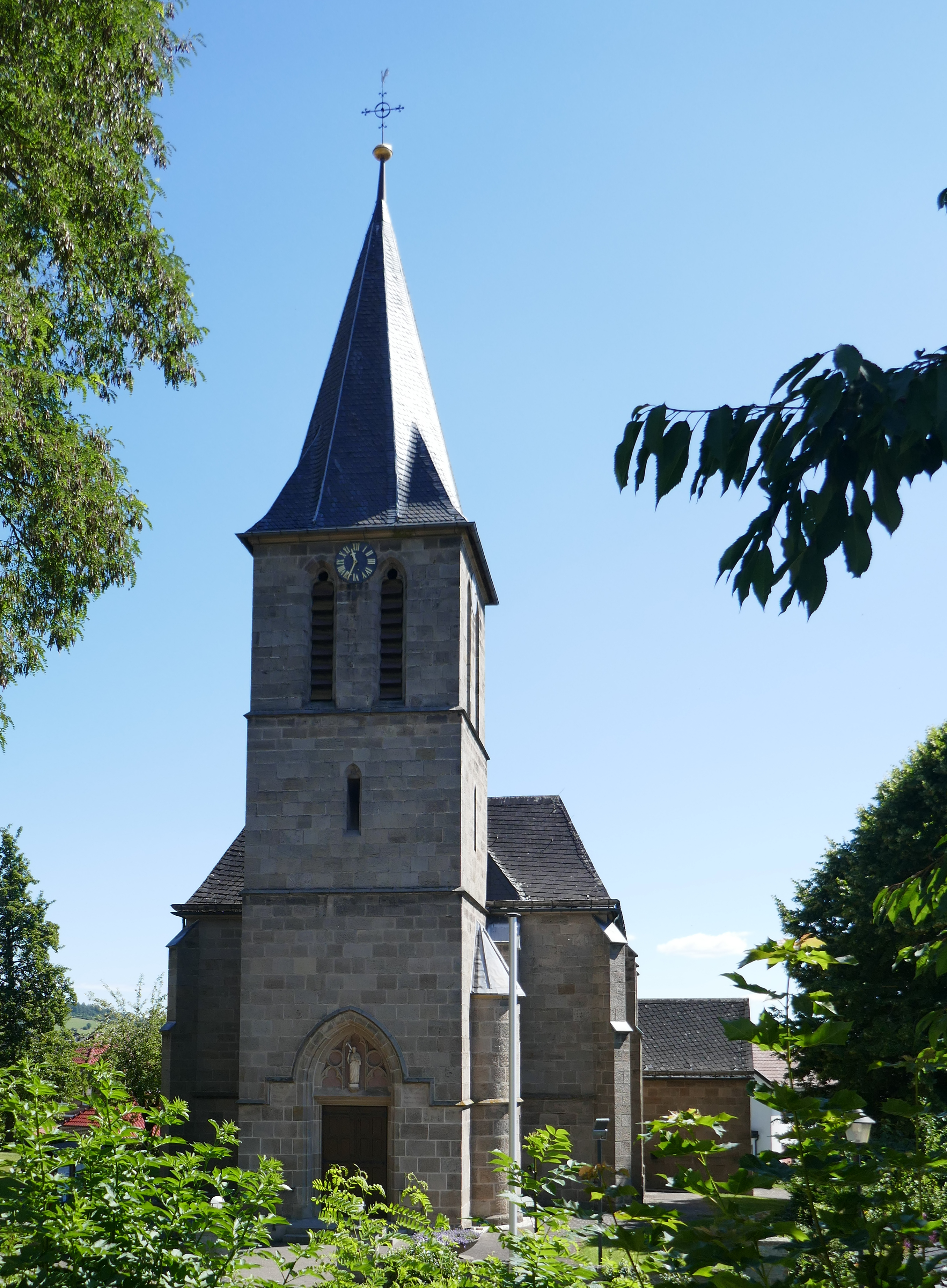
St. Johannes Baptist in Oesdorf

Die katholische Pfarrkirche St. Johannes Baptist ist ein denkmalgeschütztes Kirchengebäude in Oesdorf, einem Ortsteil von Marsberg im Hochsauerlandkreis (Nordrhein-Westfalen).

## Geschichte und Architektur
Der Ort wurde erstmals 1034 als Oistrup erwähnt. Ursprünglich gehörte die Gemeinde zum Kloster Corvey, sie wurde dann von Abt Trutmar von Corvey der neugegründeten St. Magnus-Kirche in Marsberg zugesprochen.
Erstmals urkundlich erwähnt wurde die Kirche 1250; sie wurde unter den Kirchen genannt, denen der Ritter Adam von Aspe eine Schenkung machte. Diese Kirche ist wohl in den Fehden auf dem Sintfelde im 14. oder 15. Jahrhundert zerstört worden. Eine ehemalige Zehntscheune des Klosters Dahlheim mit angebauten Chor diente dann bis 1883 als Kirchenraum. Die Scheunenkirche hatte keinen Turm, die Glocken hingen in einer alten Linde. In einer polizeilichen Verfügung der Königlichen Regierung zu Minden vom 28. Dezember 1882 wurde die Kirche als baufällig erklärt und die Schließung angeordnet. Die Hansmannsche Scheune wurde nebst dem Schafstall als Notkirche eingerichtet. Wegen strittiger Fragen zur Kirchenbaupflicht und Abpfarrungsbestrebungen der Gemeinde Meerhof blieb dies Provisorium zehn Jahre erhalten.
Die neugotische, dreischiffige, hochgewölbte Hallenkirche aus Quadermauerwerk schließt mit einer 5/8 Apsis mit farbenprächtigen Chorfenstern. Sie wurde 1892 nach Plänen von Arnold Güldenpfennig errichtet. Der Turm steht westlich, das Gebäude ist mit abgewalmten Quersatteldächern gedeckt. In seiner stilistischen Geschlossenheit mit den ästhetisch ausgewogenen Maßverhältnissen ist das hochragende Bauwerk ortsbildprägend.

## Ausstattung

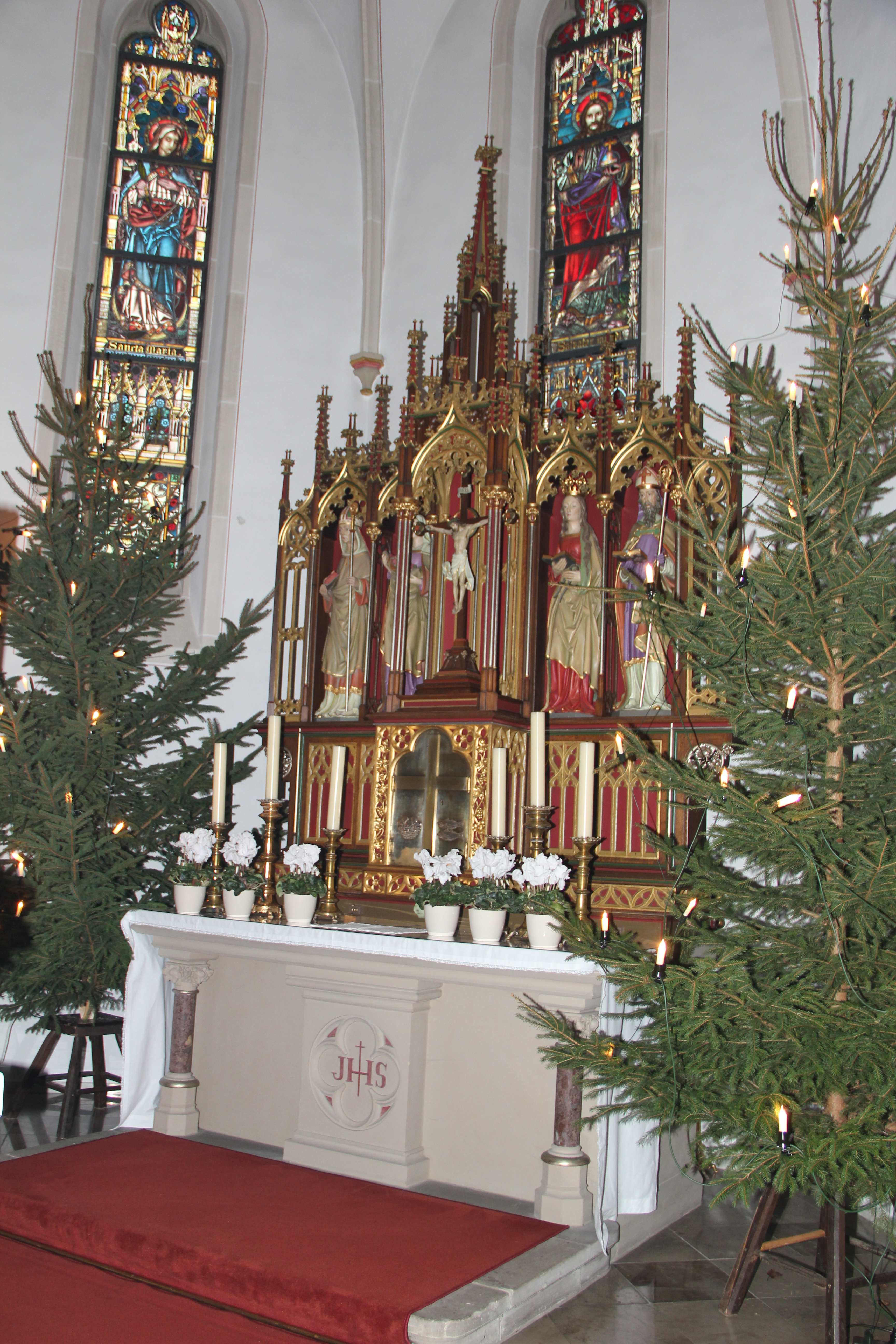
Hochaltar der Kirche St. Johannes Baptist in der Weihnachtszeit

Die neugotische Ausstattung und Verglasung ist weitgehend erhalten.
- Die qualitätvollen Heiligenfiguren aus Sandstein von der ersten Hälfte des 15. Jahrhunderts stammen aus dem Kloster Dalheim. Eine stehende Madonna, ein Hl. Augustinus, sowie Petrus mit Schlüssel und aufgeschlagenem Buch, der wohl auch von dem unbekannten Meister, der die schöne Madonna schuf, geschaffen wurde, und Antonius
- Das künstlerisch wertvollste Werk der Kirche ist die sogenannte schöne Madonna  Die gut erhaltene Steinfigur ist etwa einen Meter hoch. Auf dem rechten Arm sitzt erhaben das Jesuskind. Mit einer Hand greift es eine Traube, die ihm von der Mutter hingehalten wird. Das großflächige Gewand verhüllt weit den Körper. Säume und Krone sind reich verziert und vergoldet. Diese seltene Darstellung der Gottesmutter mit Taube und Traube ist ein Werk des Hochgotik und ist wohl Anfang des 15. Jahrhunderts entstanden.
- Ein Hl. Paulus aus der Zeit von 1480 bis 1490
- Eine Anna selbdritt ebenfalls aus der Zeit von 1480 bis 1490. Die Figurengruppe aus Sandstein ist ein Zeugnis des Annenkultes.  Mutter Anna trägt auf dem linken Arm ihre Tochter Maria. Diese wiederum hält mit beiden Händen das Jesuskind.
- Ein geschnitzter Altar aus der Erbauungszeit
- Zwei fast lebensgroße Leuchterengel an den Pfeilern des Triumphbogens. Die linke Engelsfigur dieser spätgotischen Arbeit wurde unsachgemäß restauriert. Auf einer Abbildung von 1894 ist sie ohne Flügel als mit geschmückter Dalmatik bekleidete männliche Figur zu sehen. Von dem damaligen Provinzialkonservator Körner wurde sie 1926 einem rheinischen Meister aus dem Anfang des 16. Jahrhunderts zugeschrieben. Der Engel der rechten Seite ist eine wohl in den dreißiger Jahren als Paßfigur gefertigte Kopie[2]